# Adriana (football, 1968)
Pour les articles homonymes, voir Adriana (homonymie).
Adriana Alvim Viola Burke, surnommée Adriana, née le 26 décembre 1968, est une footballeuse internationale brésilienne évoluant au poste d'attaquante.

## Biographie

### En club
Adriana joue au Red Storm de Saint John, le club sportif de l'université de Saint John aux États-Unis, de 1988 à 1992. Elle joue ensuite dans le club brésilien de l'EC Radar (en).

### En sélection
Adriana remporte avec l'équipe du Brésil le Sudamericano Femenino 1991, étant de plus sacrée meilleure buteuse de la compétition avec quatre buts.
Elle dispute ensuite la Coupe du monde 1991, étant titulaire lors de deux des trois matchs de groupe ; le Brésil est éliminé lors de ce premier tour.

## Palmarès
- Vainqueur du Sudamericano Femenino 1991 avec l'équipe du Brésil

## Distinctions personnelles
- Meilleure buteuse du Sudamericano Femenino 1991 avec 4 buts[3]
- Intronisée au Hall of Fame de l'université de Saint John en 2014[4]